# Alphonse Henri d'Hautpoul
Alphonse Henri d'Hautpoul (Versailles, 4 gennaio 1789 – Parigi, 27 luglio 1865) è stato un politico e militare francese.

## Biografia
Sottotenente dell'esercito napoleonico, partecipa alla campagna di Prussia e Polonia fra il 1806 e il 1807. Nominato tenente nel 1808, è inviato alle varie campagne di Spagna del 1808, 1809, 1810 e 1812 e partecipa anche alla terza invasione del Portogallo; nel 1811 diventa capitano. Nel 1812 viene fatto prigioniero nella battaglia di Salamanca. Rientra in patria il 30 maggio 1814. Nel 1815 viene promosso capo di battaglione.
Nel 1823 partecipa alla spedizione di Spagna; viene promosso a generale di brigata nel 1828. Durante la Monarchia di luglio diventa poi deputato dal 1830 al 1838. Promosso tenente generale dell'esercito, fra il 1841 e il 1842 partecipa alla guerra di conquista francese dell'Algeria.
Membro del Comitato di Rue de Poitiers, sotto la presidenza di Napoleone III è stato primo ministro francese dal 31 ottobre 1849 al 10 aprile 1851, fino al 22 ottobre 1850 ricopre anche il ruolo di Ministro della Guerra.
Muore il 16 luglio 1865 all'età di 76 anni.